# 平和橋 (中川)
平和橋（へいわばし）は、中川に架かる東京都道308号千住小松川葛西沖線（平和橋通り）の橋である。
右岸 (北詰) の東京都葛飾区東立石一丁目および東四つ木二丁目と左岸 (南詰) の東新小岩八丁目および西新小岩五丁目の間を結んでいる
。
現在の橋は、1960年竣工の2代目である。

## 歴史

### 架橋以前
現在ある平和橋の両岸には明治時代には右岸に"薬師道"、左岸に"逆井道"という道路が中川に沿うように通っていたが、渡船場はなかった。

### 1947年の橋

#### 架橋まで
関東大震災の後の帝都復興事業に対応する形で

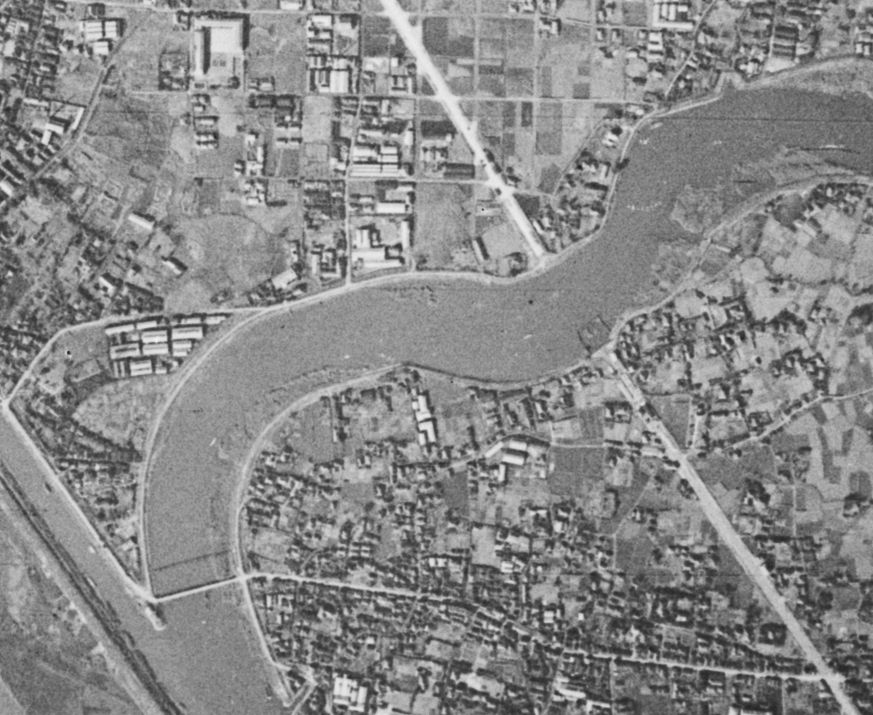
国土地理院　地図・空中写真閲覧サービスの写真8912-C1-136を元に加工。1944年の架橋前の様子。

新たに決定した1927年 (昭和２年) 8月の東京府の都市計画の中に「補助線道路82号」（現在の
東京都道308号千住小松川葛西沖線のうち本田広小路ー八蔵橋間）があり、平和橋はこの新小岩駅（1928年開業）と本田町（1928年町制施行)を
直線で結ぶ新道路の一部に当たっている
。
道路部分は中川の両岸で開通していたものの、橋は終戦まで架けられていなかった。

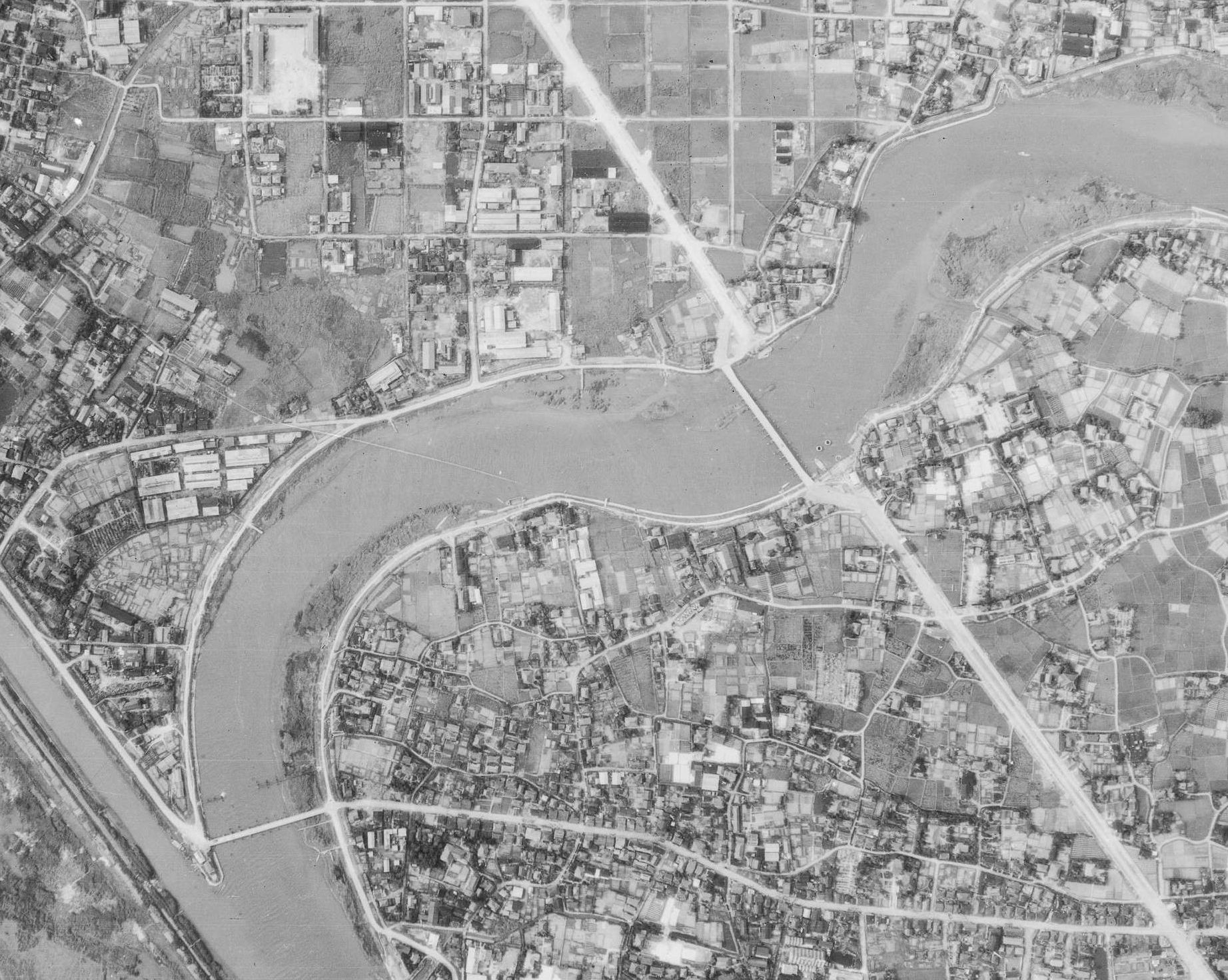
国土地理院　地図・空中写真閲覧サービスの写真USA-M372-148を元に加工。1947年7月の仮設橋の様子。

初代の橋は終戦間もない1947年 (昭和22年) 6月開通、橋長144.2 m、幅員6 mの仮設木製であった
。
竣工式は6月27日に行われたという
。

#### カスリーン台風

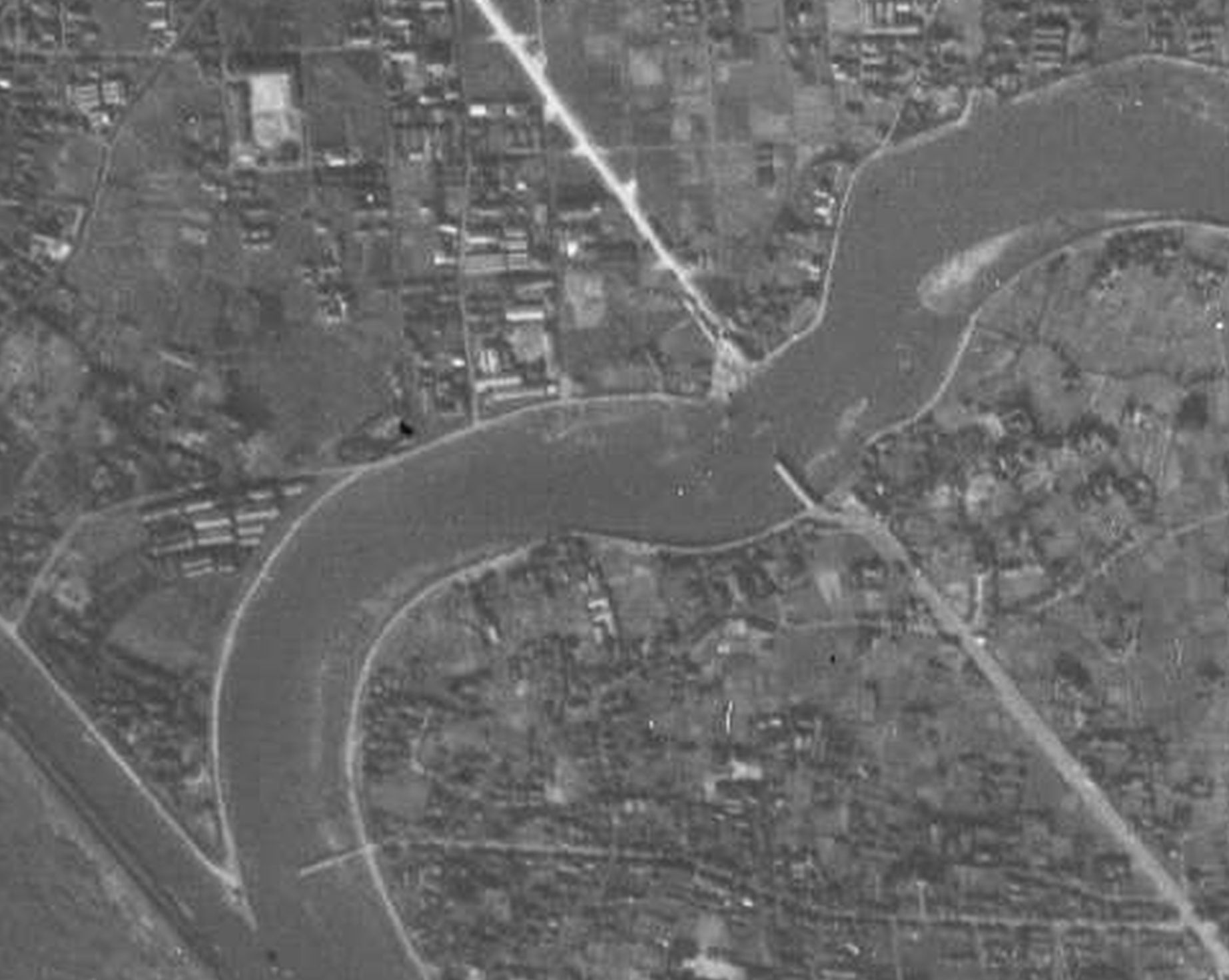
国土地理院　地図・空中写真閲覧サービスの写真USA-M636-A-No1-186 を元に加工。1947年11月の破損した平和橋の様子。

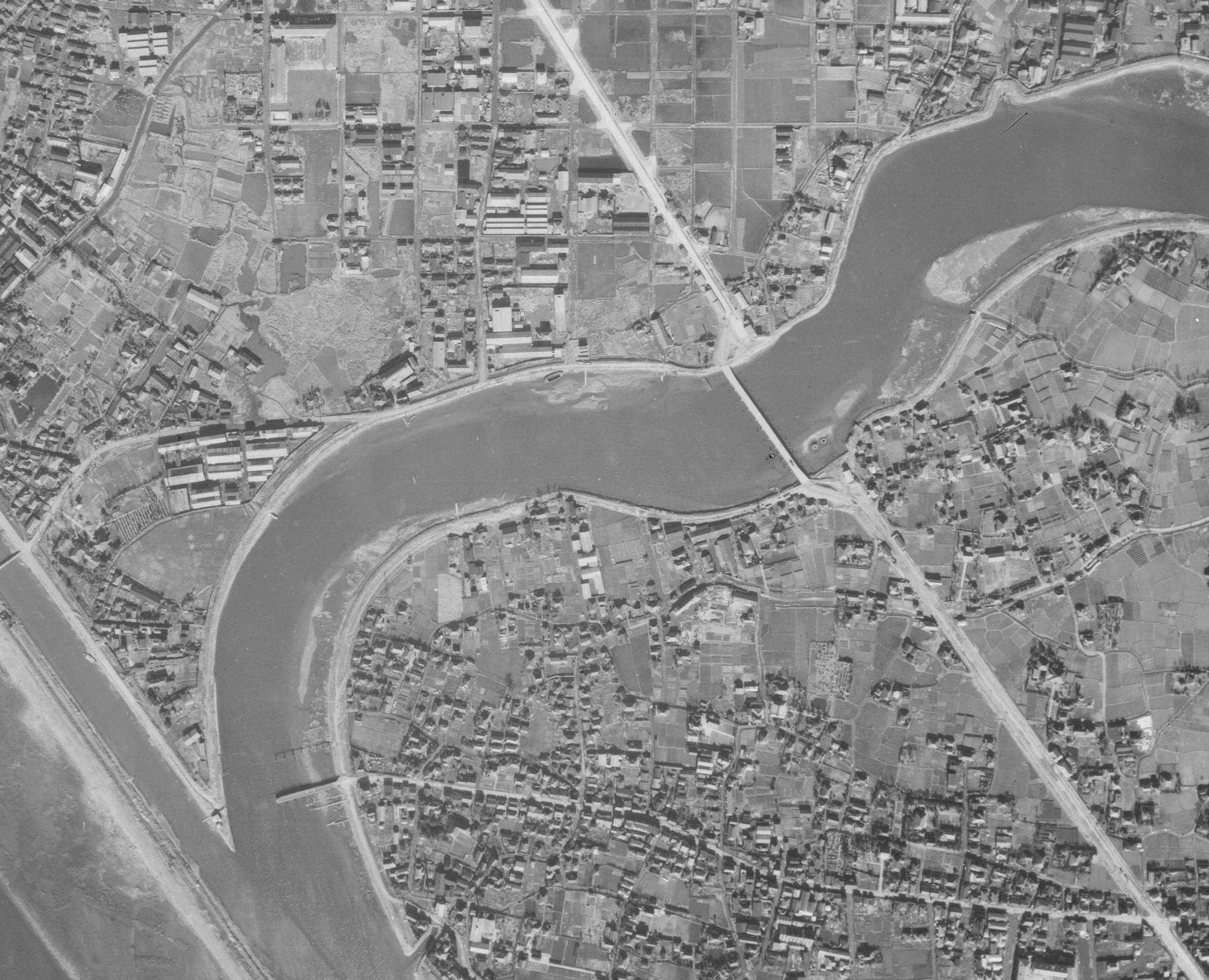
国土地理院　地図・空中写真閲覧サービスの写真USA-M737-130を元に加工。1948年1月の様子。平和橋は既に復旧している。

架橋からわずか3カ月後の1947年 (昭和22年) 9月14日から15日にかけて関東地方はカスリーン台風
の通過に伴う豪雨に見舞われた。その後、天候は回復しても中川の水位は上昇し続け9月19日には葛飾区長による避難命令が下される状況になり
最終的に橋の本田川端町側（現在の東立石、東四つ木）、約二分の一が落下した。
このとき平和橋同様に上流の奥戸橋、下流の上平井橋という木橋がともに落下しているが、これらの橋がしばらく手つかずの状態にある中、平和橋だけは10月中には復旧工事に取りかかっており、1947年 (昭和22年) 12月30日に復旧している
。

### 1960年の橋

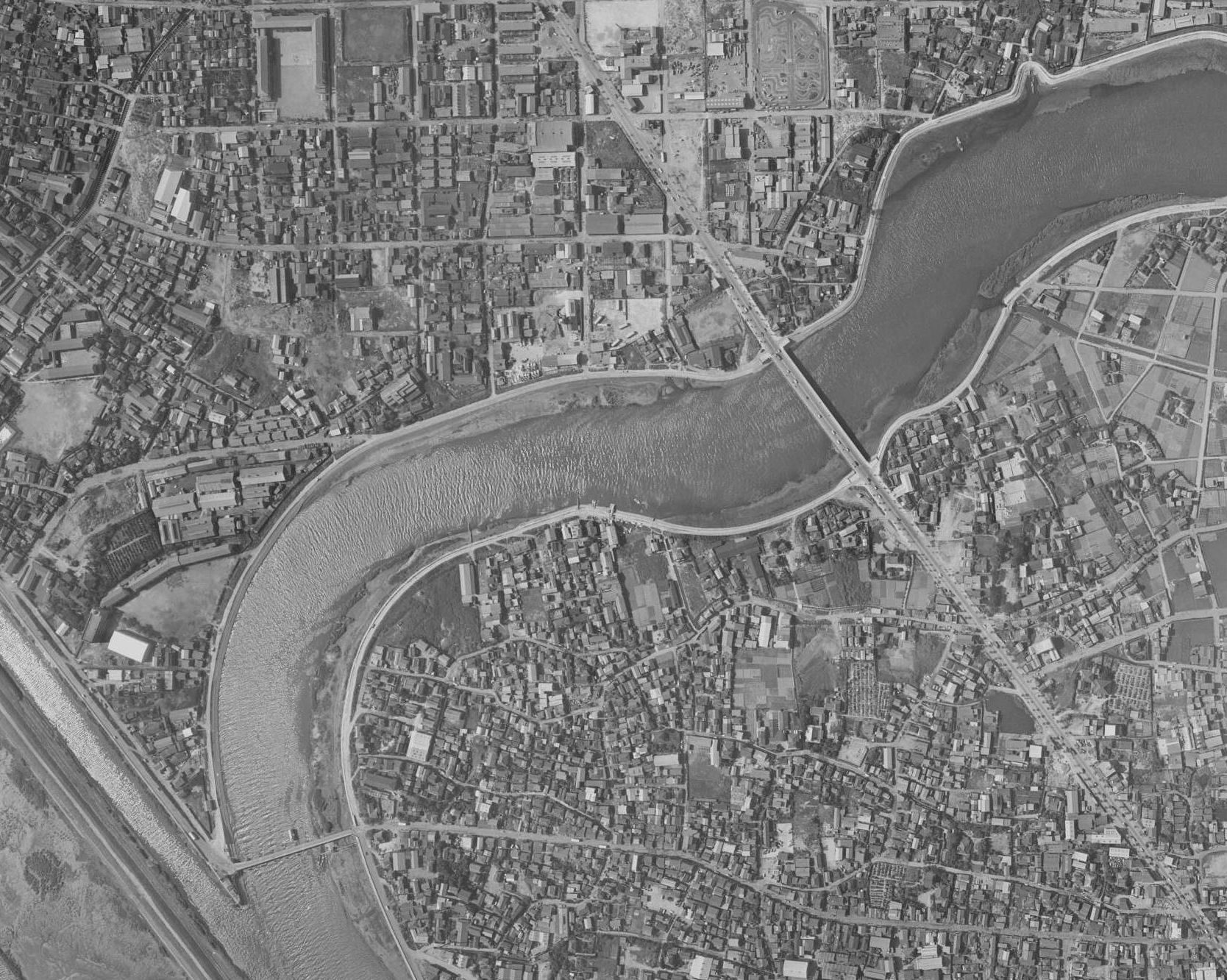
国土地理院　地図・空中写真閲覧サービスの写真MKT636-C5-28を元に加工。1963年の現在の橋。

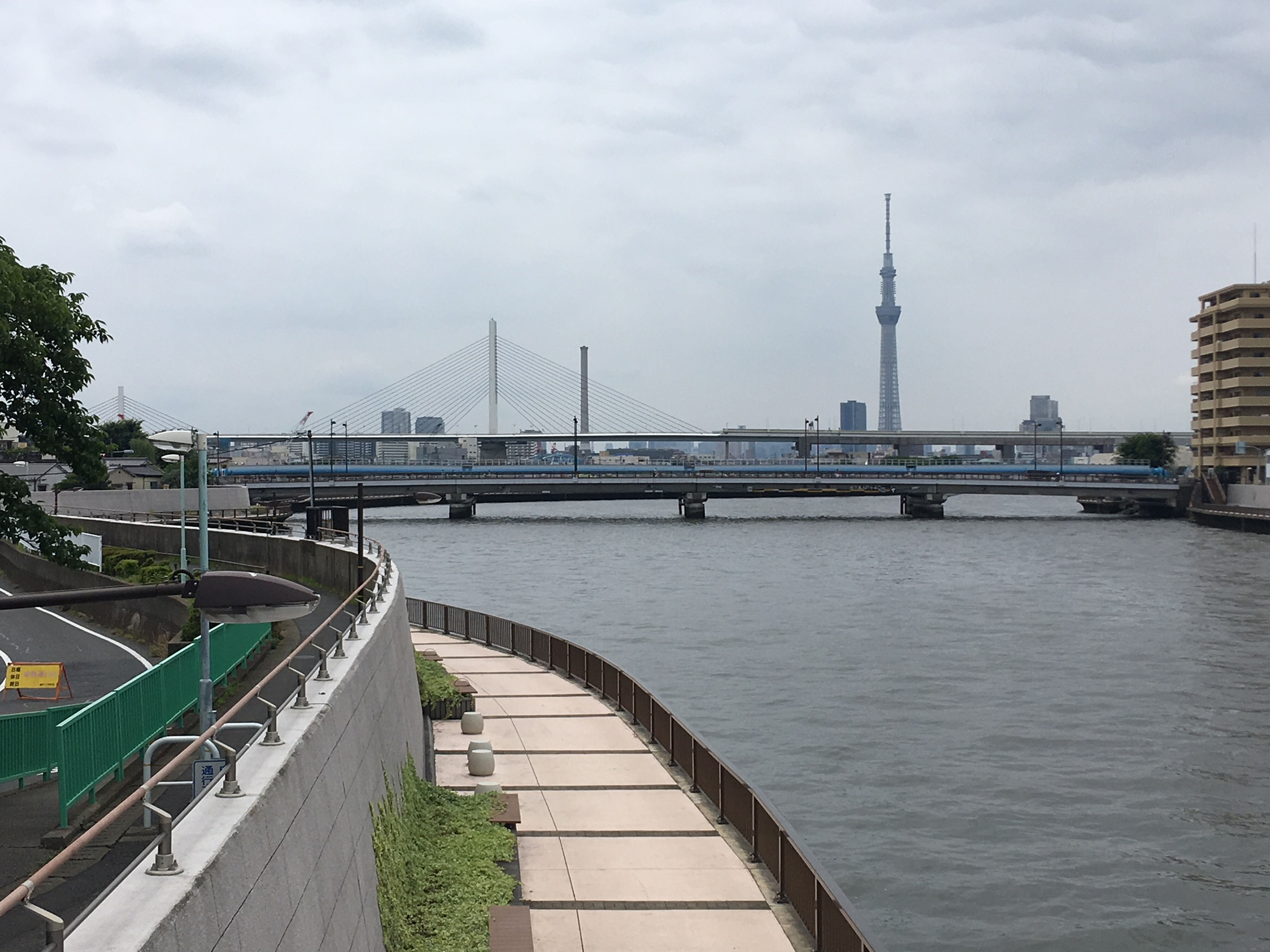
2018年現在の平和橋

1957年、仮設橋から永久橋への架け替えが決定し、1960年 (昭和35年) 5月、竣工した。

## 周辺
- 葛飾警察署 平和橋交番
- 平和橋自動車教習所
- 真禅寺
- 新小岩天祖神社
- 東光寺
- 上品寺
- 三谷稲荷神社
- 諏訪神社
- 京成立石駅・・・徒歩約15分
- 新小岩駅・・・徒歩約20分

## 隣の橋
- 中川

（上流） - 奥戸橋 - 本奥戸橋 - 平和橋  - 上平井橋 - 平井大橋 - （下流）